# Els Feners (Erinyà)
Els Feners, és una partida en part constituïda per camps de conreu actualment abandonats del terme municipal de Conca de Dalt, al Pallars Jussà, a l'antic terme de Toralla i Serradell, en el territori del poble d'Erinyà.
Està situada al nord-est d'Erinyà, en els vessants de les serres que davallen cap al Flamisell, al sud-est del Congost d'Erinyà. És al sud-est del Camp de Fenós. Queda a la dreta de la llau de Fenós, al sud de la Socarrada i al nord-oest de la partida de Bancalades. La Pista de la Muntanya discorre per l'extrem de ponent d'aquesta partida.